# Matteo Matteotti
Gianmatteo Matteotti, meglio noto come Matteo Matteotti (Roma, 17 febbraio 1921 – Verona, 13 giugno 2000), è stato un giornalista, politico e partigiano italiano, deputato e ministro della Repubblica, figlio di Giacomo Matteotti e fratello minore di Giancarlo, anch'egli politico.

## Biografia
Il padre Giacomo, martire dell'antifascismo, fu ucciso quando Gianmatteo aveva solo tre anni. Il giovane orfano studiò al Liceo Terenzio Mamiani di Roma e si laureò in Scienze politiche.
Dopo l'8 settembre 1943, è stato Commissario della brigata partigiana comandata da Eugenio Colorni. Giornalista Professionista iscritto all'Albo del Veneto, è stato direttore dal 1944 di Rivoluzione Socialista, il settimanale della Federazione Giovanile Socialista Italiana; editore e collaboratore di Tempi moderni, rivista diretta da Fabrizio Onofri; collaboratore di Critica Sociale, Tempo presente e Ragionamenti.
Ha fatto parte della Costituente; è stato deputato per otto legislature, e Presidente dell'Unione Internazionale della Gioventù Socialista dal 1945 al 1946. Tra i protagonisti della scissione di Palazzo Barberini del 1947; è stato segretario del PSDI dal 1954 al 1957, nel 1959 rientrò al PSI, per poi ritornare nel PSDI nel 1969.
Fu ministro del Turismo e dello spettacolo nel governo Colombo dal 1970 al 1972, e del Commercio estero dal 1972 al 1974 (nel secondo governo Andreotti e nel quarto e quinto governo Rumor). Dal 1985 al 1988 è stato direttore politico de L'Umanità, organo ufficiale del PSDI; essendo un parlamentare, Matteotti fu affiancato da Gianpiero Orsello in qualità di direttore responsabile, ai sensi della legge 47/1948.
Nel 1998 confluì (insieme al PSDI) nei Socialisti Democratici Italiani, cui rimase iscritto fino al 2000, anno della sua dipartita. Oggi riposa a Fratta Polesine accanto al padre ed al fratello.
Matteo Matteotti è stato anche presidente generale del Corpo Nazionale Giovani Esploratori Italiani (CNGEI).

## Le opinioni sull'omicidio del padre
Matteo Matteotti sostenne sempre l'intenzionalità dell'uccisione del padre. A sapere che Matteotti doveva essere ucciso, secondo il figlio, erano Amerigo Dumini e Amleto Poveromo; mentre ad assassinarlo furono i colpi vibrati da Poveromo stesso, il quale, dopo aver chiesto a Dumini (al volante dell'auto) di uscire da Roma, seppellì sommariamente il cadavere nel bosco della Quartarella con gli altri complici. Il seppellimento sarebbe stato volontariamente sommario - nell'auto non c'erano strumenti da scavo - perché in caso d'arresto l'assassinio doveva apparire preterintenzionale.
In varie interviste alla stampa e allo storico Marcello Staglieno, inoltre, condivise le accuse a Vittorio Emanuele III di essere stato il mandante dell'omicidio del padre, essendo divenuto il re azionista della compagnia petrolifera statunitense Sinclair Oil Corporation, a titolo di tangente per non permettere a un ente petrolifero italiano di intraprendere trivellazioni nel deserto libico. Giacomo Matteotti sarebbe stato ucciso in quanto in possesso di documenti attestanti il coinvolgimento del sovrano, e sul punto di divulgarli. Al momento dell'omicidio, il deputato socialista avrebbe avuto con sé una busta con dentro i documenti sui rapporti tra il re e la Sinclair.

## Opere
- Gianmatteo Matteotti, Il nostro commercio con l’estero: fatti e problemi, Roma, Banco di Roma, 1974.
- Matteo Matteotti, La classe lavoratrice sotto la dominazione fascista (1921-1943), Roma, Lavoro Italiano, 1983.
- Matteo Matteotti, Quei vent’anni: dal fascismo all’Italia che cambia, Milano, Rusconi, 1985.
- Matteo Matteotti, Il duello Treves-Mussolini, Milano, SugarCo, 1987.
- Enrico Fedi e Matteo Matteotti (a cura di), Il processo Nagy: il revisionismo comunista alla sbarra, Roma, Edizioni di Tempo Presente, 1987.
- Matteo Matteotti, Le rivoluzioni promesse, Napoli, Loffredo, 2000.